# Atopsyche viracocha
Atopsyche viracocha är en nattsländeart som beskrevs av Schmid 1989. Atopsyche viracocha ingår i släktet Atopsyche och familjen Hydrobiosidae. Inga underarter finns listade i Catalogue of Life.